# 村岡町
村岡町（むらおかちょう）は、かつて兵庫県の北部、但馬地方（美方郡）に存在した町。旧七美郡。本項では町制前の名称である一二分村（いちにぶそん）についても述べる。
2005年4月1日、周辺の美方郡美方町・城崎郡香住町と合併して香美町となったことにより、消滅した。合併後、旧村岡町域は地域自治区「村岡区」となった。

## 地理
兵庫県の北部、但馬地方に位置し氷ノ山後山那岐山国定公園に含まれる。冬は豪雪地帯となり、町内には矢田川が流れている。南部の鉢伏山北麓はハチ北高原として、スキー場で有名。
- 山: 鉢伏山 (1221m)、妙見山 (1139m)

### 隣接していた自治体
- 養父市
- 城崎郡香住町・竹野町・日高町
- 美方郡美方町・温泉町・浜坂町

## 歴史
- 1889年（明治22年）4月1日 - 町村制の施行により、七美郡村岡町・鹿田村・用野村・相田村・神坂村・萩山村・板仕野村・大糠村・高井村・寺河内村・耀山村・市原村の区域をもって一二分村が発足。
- 1891年（明治24年）6月10日 - 一二分村が町制施行・改称して村岡町となる。
- 1896年（明治29年）4月1日 - 所属郡が美方郡に変更。
- 1955年（昭和30年）4月1日 - 兎塚村と合併し、改めて村岡町が発足。
- 1961年（昭和36年）4月1日 - 美方町の一部（旧・射添村にあたる大字長板・和田・入江・川合・丸味・原・長瀬・高津・長須・味取・山田・境・柤岡・熊波）を編入。
- 2005年（平成17年）4月1日 - 美方町・城崎郡香住町と合併して香美町が発足。同日村岡町廃止。

## 経済

### 産業
産物は米、麦、大小豆、大根その他を産し、蔬菜類等を産する。牛は本地方の名産で、年2回牛の市が開かれる。繭は春蚕を主とし、収繭高7万円を越える。その他酒、瓦、用材、薪炭、栗、柿等を産する。
『大日本篤農家名鑑』によれば村岡町の篤農家は、「坂本廣三郎、吉田林蔵、今田榮治、西澤又八、中村重蔵、今井秀實、太田金蔵、安田伊佐太郎」などがいた。

## 行政

### 町長
- 小谷薫太郎[1]
- 久茂田源治[1]
- 西村浅十郎[1]
- 松田幹[1]
- 池田甚作[1]
- 中村重蔵[1]
- 松田幹[1]
- 櫻井幸三郎[1]
- 西吉忠雄[1]
- 谷洋一
- 岩槻健（1994年7月3日から）

## 姉妹都市
- 門真市（大阪府）

## 教育
- 兵庫県立村岡高等学校
- 村岡町立兎塚中学校
- 村岡町立射添中学校
- 村岡町立村岡中学校
- 村岡町立村岡小学校
- 村岡町立兎塚小学校
- 村岡町立射添小学校

## 交通

### 鉄道
町内を鉄道路線は通っていない。鉄道を利用する場合の最寄り駅は、JR西日本山陰本線江原駅。

### バス
- 全但バス

### 道路
一般国道
- 国道9号
- 国道482号

主要地方道
- 兵庫県道4号香住村岡線
- 兵庫県道89号村岡美方線

一般県道
- 兵庫県道259号耀山日高線
- 兵庫県道267号日影養父線
- 兵庫県道269号福岡養父線
- 兵庫県道531号茅野福岡線
- 兵庫県道561号湯谷和田線

## 名所・旧跡・観光スポット・祭事・催事
名所・旧跡・観光スポット
- 但馬高原植物園
- 兵庫県立兎和野高原野外教育センター
- 兵庫県立木の殿堂
- ハチ北高原スキー場
- スカイバレイスキー場
- 村岡民俗資料館まほろば
- 長楽寺（但馬大仏）

祭事・催事
- 村岡ゑびす祭り
- 西日本モーグルスキー大会
- ハチ北スキーフェスティバル
- 花と緑の県民の集い
- 村岡ふる里祭り

## 特産品
- 但馬牛
- 乾しいたけ
- グリーンアスパラガス

## 村岡の本
- 但馬牛 照長土井物語 ー但馬を支えた名牛の軌跡 兵庫県はもとより全国の肉牛生産者に多大な貢献を果たした名牛「照長土井」の物語。 著：長岡直美 出版：（株）肉牛新報社
- 矢田川流域の金属生産遺跡 宝の山と谷 - ウェイバックマシン（2016年3月4日アーカイブ分） 著者編集者：古川哲男 発行者：村岡歴史研究会
- 山陰道福岡宿の旅籠 丹波屋の客と牛 - ウェイバックマシン 編集著作：古川哲男 発行者：村岡歴史研究会
- 村岡藩の大黒柱家老 土井幸左衛門 - ウェイバックマシン 編集著作：古川哲男 発行者：村岡歴史研究会

## 出身・ゆかりのある人物
- 谷洋一（衆議院議員）
- 谷公一（衆議院議員）